# Stomanevo
Stomanevo (bulgariska: Стоманево) är ett distrikt i Bulgarien.   Det ligger i regionen Smoljan, i den sydvästra delen av landet, 130 km sydost om huvudstaden Sofia.
I omgivningarna runt Stomanevo växer i huvudsak blandskog. Runt Stomanevo är det ganska glesbefolkat, med 24 invånare per kvadratkilometer.